# NGC 143
NGC 143 es una galaxia espiral barrada localizada en la constelación de Cetus. Fue descubierta por Frank Muller en 1886.